# 栋啰布
栋啰布（？—？），蒙古族，伊克昭盟鄂尔多斯左翼中旗人，鄂尔多斯左翼中旗札萨克多罗郡王。

## 生平
1692年至1718年，栋啰布袭任鄂尔多斯左翼中旗札萨克多罗郡王。1704年至1706年，栋啰布兼任鄂尔多斯济农。